# Uenzen
Uenzen ist ein Ortsteil des Fleckens Bruchhausen-Vilsen im niedersächsischen Landkreis Diepholz.

## Geographie und Verkehrsanbindung
Der Ort liegt nordwestlich des Kernortes Bruchhausen-Vilsen und südöstlich von Süstedt an der Kreisstraße K 129. Westlich des Ortes verläuft die B 6, nordöstlich erstreckt sich das Waldgebiet Hoyaer Weide und östlich fließt die Eiter, ein linker Zufluss der Weser.
Uenzen hat einen Bahnhof an der Bahnstrecke Syke-Eystrup. Diese Strecke dient heute nur noch touristischem Verkehr (siehe auch Verkehrsbetriebe Grafschaft Hoya).

## Baudenkmale
In der Liste der Baudenkmale in Bruchhausen-Vilsen sind für Uenzen 15 Baudenkmale aufgeführt.